# Ministère de la Marine (France)
Le ministère de la Marine fut un ministère français de la marine militaire d'État (appelée « Marine nationale française » depuis la Révolution française, elle s’appela « Marine royale » sous la monarchie et « Marine impériale » sous les premier et second empires) et de la marine marchande (civile avec : transport de passagers-marchandise, pêche, plaisance, marine spécialisée et affaires maritimes). Il fut créé en 1669 et subsista jusqu'en 1947. À partir de 1929, la Marine marchande eut son propre ministère qui prit fin en 1958.

## Histoire
Le ministère de la Marine prend son origine en 1626 dans la création de la charge de « grand maître, chef et surintendant du commerce et de la navigation en France ». En 1627, la charge de l'amiral de France est supprimée. Le grand maître de la navigation dispose de la présidence du conseil de marine et du commandement maritime.
Le 7 mars 1669, à l'instigation de Jean-Baptiste Colbert, Louis XIV crée le poste de secrétaire d'État de la Marine dont le secrétaire est Colbert.
Le secrétaire d'État de la Marine est, sous l'Ancien Régime, le responsable ministériel et conseiller du roi pour les questions intéressant la marine française et les colonies.
Ce poste a été créé afin de permettre le développement d'une marine de guerre digne du royaume.
Réputé technique, c'était un département d'une importance considérable car les constructions de navires représentaient les principaux investissements de l'État, à une époque où l'armée de terre ne disposait que d'équipements relativement légers. Pour cette raison, le département de la Marine disposait d'un budget spécial d'investissement.
Le 25 juin 1669, le dernier grand-maître de la navigation disparait avec la charge qui est supprimée aussitôt. L'édit du 12 novembre 1669 de Louis XIV rétablit l'office d'amiral de France qui reçoit la présidence du conseil de marine, laissant les fonctions de commandement maritime au secrétaire d'État à la marine. 
En 1710, le « bureau des Colonies » est rattaché au secrétariat d'État à la Marine qui est renommé le 26 octobre 1790 par l'Assemblée constituante de 1789 en « ministère de la Marine et des Colonies ». 
Du 24 juin 1858 au 20 mars 1894, date à laquelle le gouvernement Jean Casimir-Perier érige le secrétariat des Colonies en « ministère des Colonies », le secrétariat des Colonies passe de temps à autre au ministère de la Marine ou au ministère du Commerce et de l'Industrie.
Le 3 novembre 1929, le gouvernement André Tardieu (1) érige le secrétariat de la Marine marchande en un ministère distinct de la Marine militaire : le ministère de la Marine marchande. Mais le 16 juin 1940, ils sont de nouveau rattachés par le gouvernement Philippe Pétain formant le « ministère de la Marine marchande et militaire ».

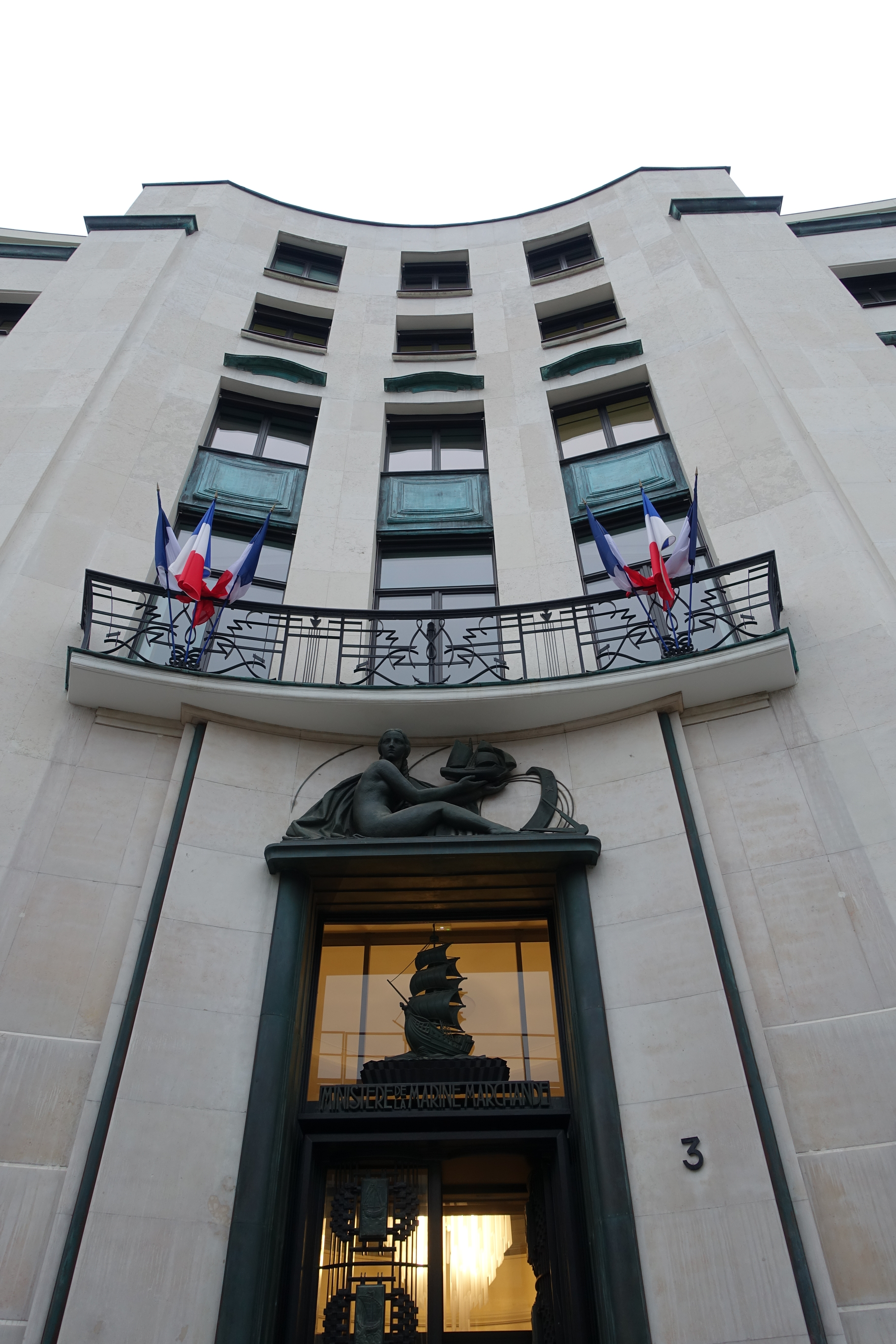
Immeuble du ministère de la Marine marchande (ensemble Fontenoy-Ségur), 3 place de Fontenoy, son inscription sur le fronton ayant été conservée (photo prise en 2016).

À partir de 1939, le ministère siège dans l'ensemble Fontenoy-Ségur, 3 place de Fontenoy (7e arrondissement de Paris).
Le 21 septembre 1941, le Comité national français de la France Libre confie le secrétariat de la Marine marchande à deux commissariats : le « commissariat à la Marine et à la Marine marchande » et le « commissariat à l'Économie, Marine marchande et Colonies ». 
Le 9 novembre 1943, le gouvernement du Comité français de Libération nationale confie le secrétariat de la Marine marchande au commissariat aux Communications aux Transports et à la Marine Marchande. 
Le 10 septembre 1944, sous le gouvernement Charles de Gaulle (1), le « commissariat à la Marine » devient le « ministère de la Marine ». Ce dernier est supprimé le 21 novembre 1945 par le gouvernement suivant qui maintient sa composante civile dans le ministère des Transports et Travaux publics et transfert sa composante militaire au ministère de la Guerre formant le « ministère de la Défense nationale ». 
Le ministère de la Marine réapparait une dernière fois sous le gouvernement Paul Ramadier (1) du 22 janvier 1947 au 22 octobre 1947, date à laquelle le gouvernement suivant supprime définitivement le ministère de la Marine : sa composante civile est rattaché au ministre des Affaires économiques, des Travaux publics, des Transports, de la Reconstruction et de l'Urbanisme et sa composante militaire fusionne avec le ministère de la Guerre et le ministère de la Force aérienne formant le « ministère des Forces armées ».
Du 11 septembre 1948 au 1er février 1956, le ministère de la Marine marchande est distinct du ministère des Travaux publics et des Transports et Tourisme.
Jusqu'au 15 avril 1958, date de la fin du gouvernement Félix Gaillard, le ministère de la Défense (ou parfois appelé ministère des Armées) est pour la dernière fois assisté de trois secrétaires d’État chargés respectivement de la Guerre, de la Marine et de l'Air. Ce gouvernement sera aussi le dernier à avoir un ministère des Travaux publics, du Transports et du Tourisme assisté d'un « secrétariat d'État à la Marine marchande ».
Depuis le 22 mai 1981, le gouvernement français inclut un ministre de la Mer.

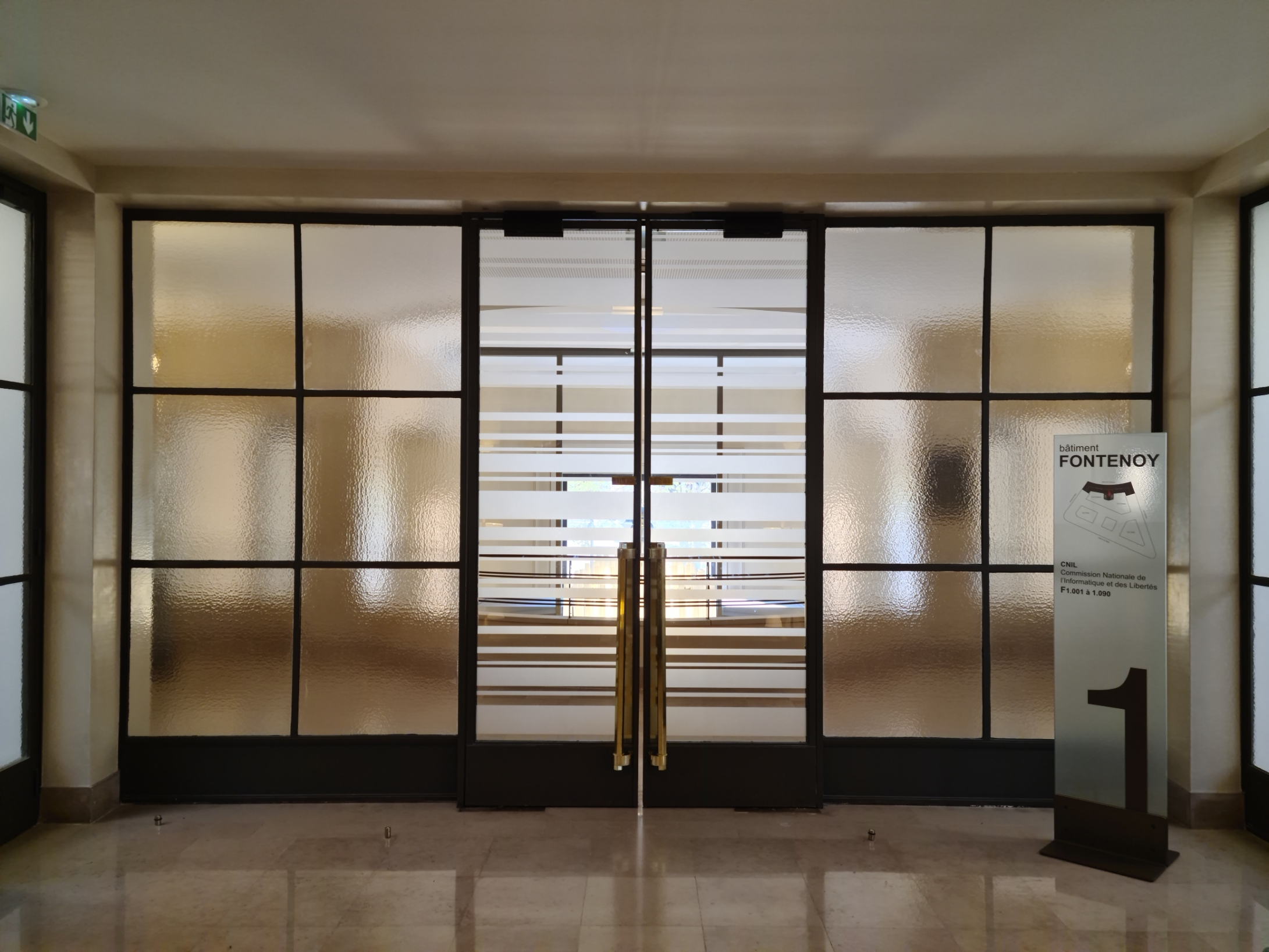
Porte d'accès au premier étage du bâtiment Fontenoy.
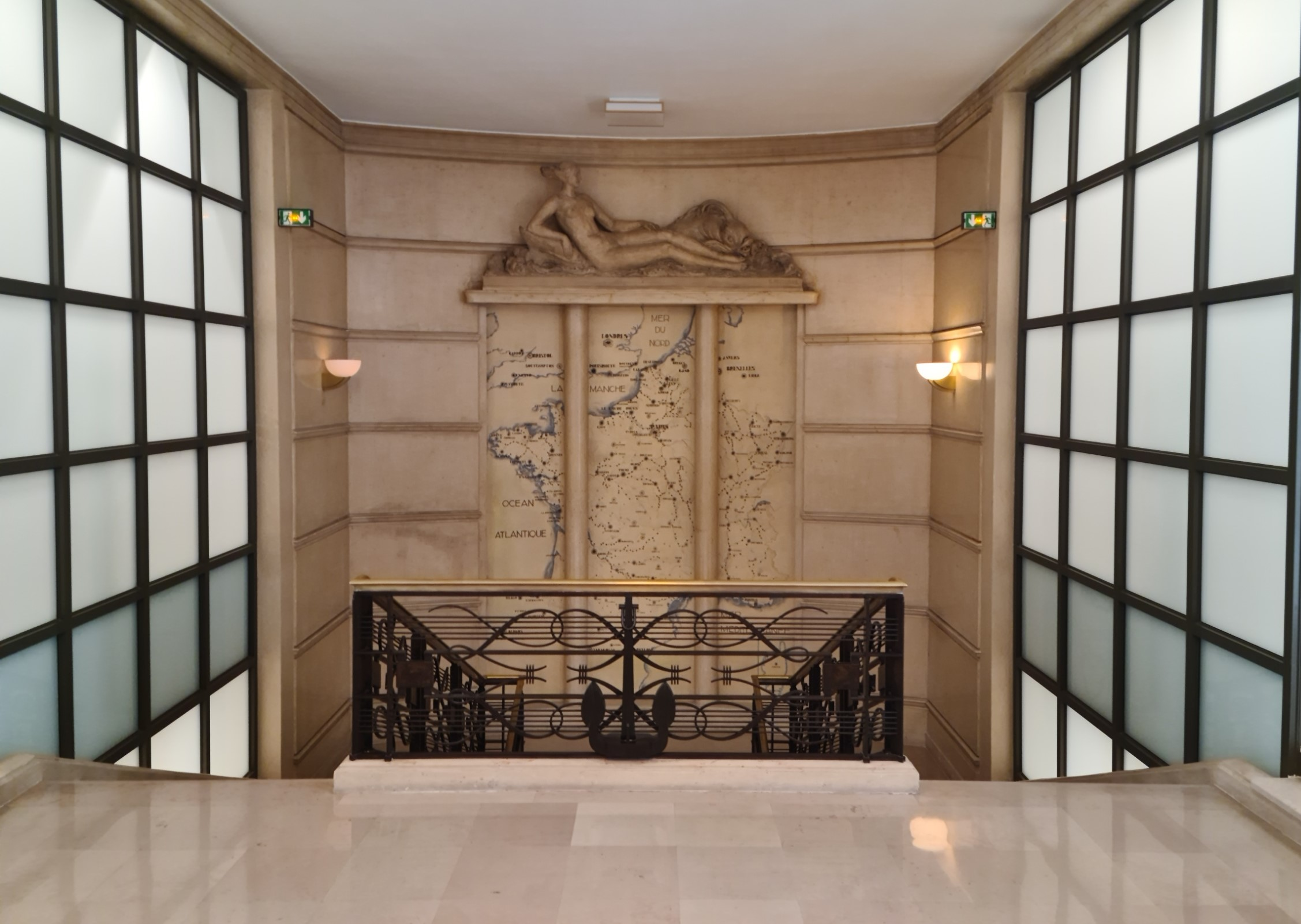
2e étage, bâtiment Fontenoy.
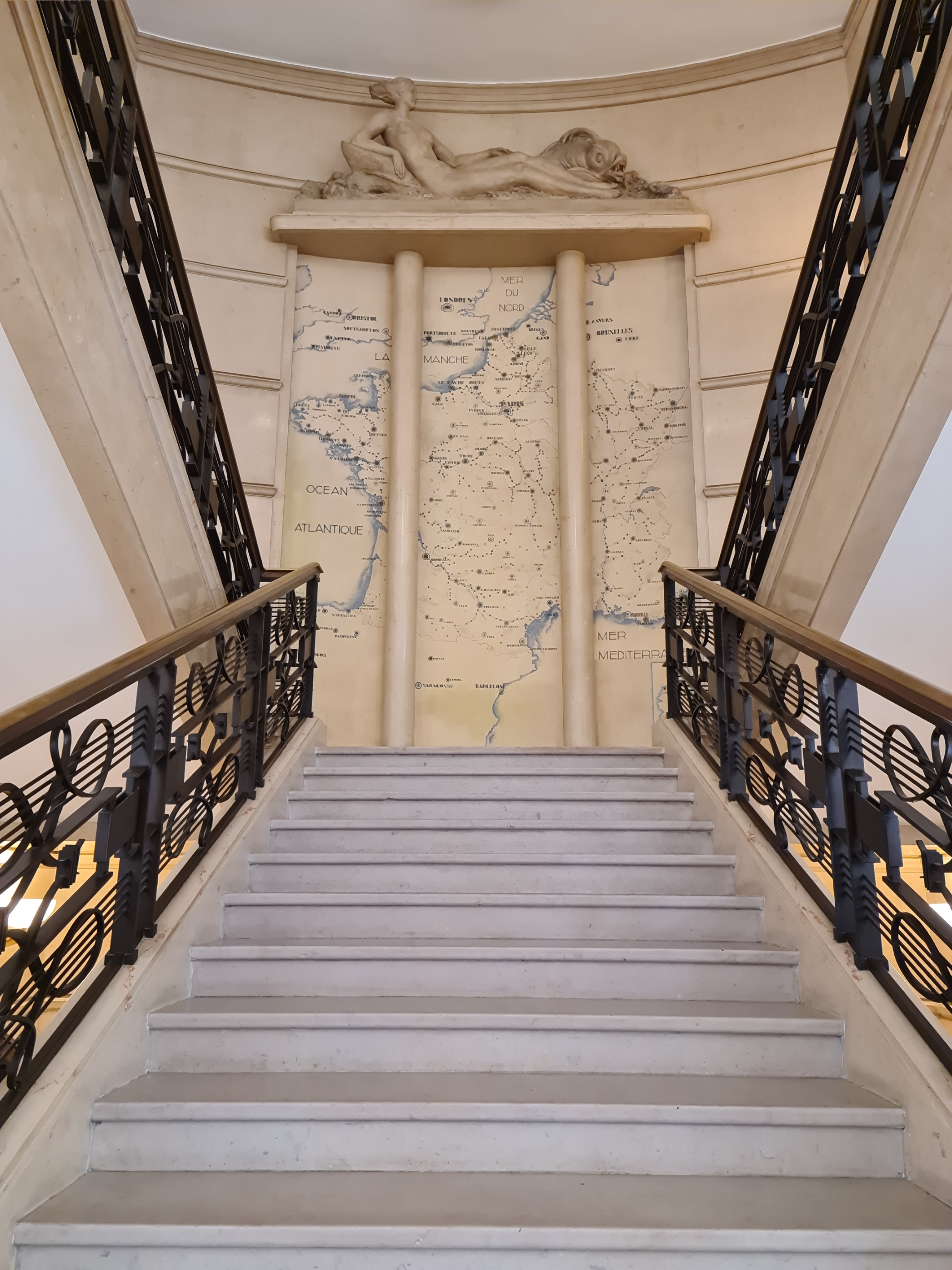
Carte des voies fluviales vue depuis les escaliers.
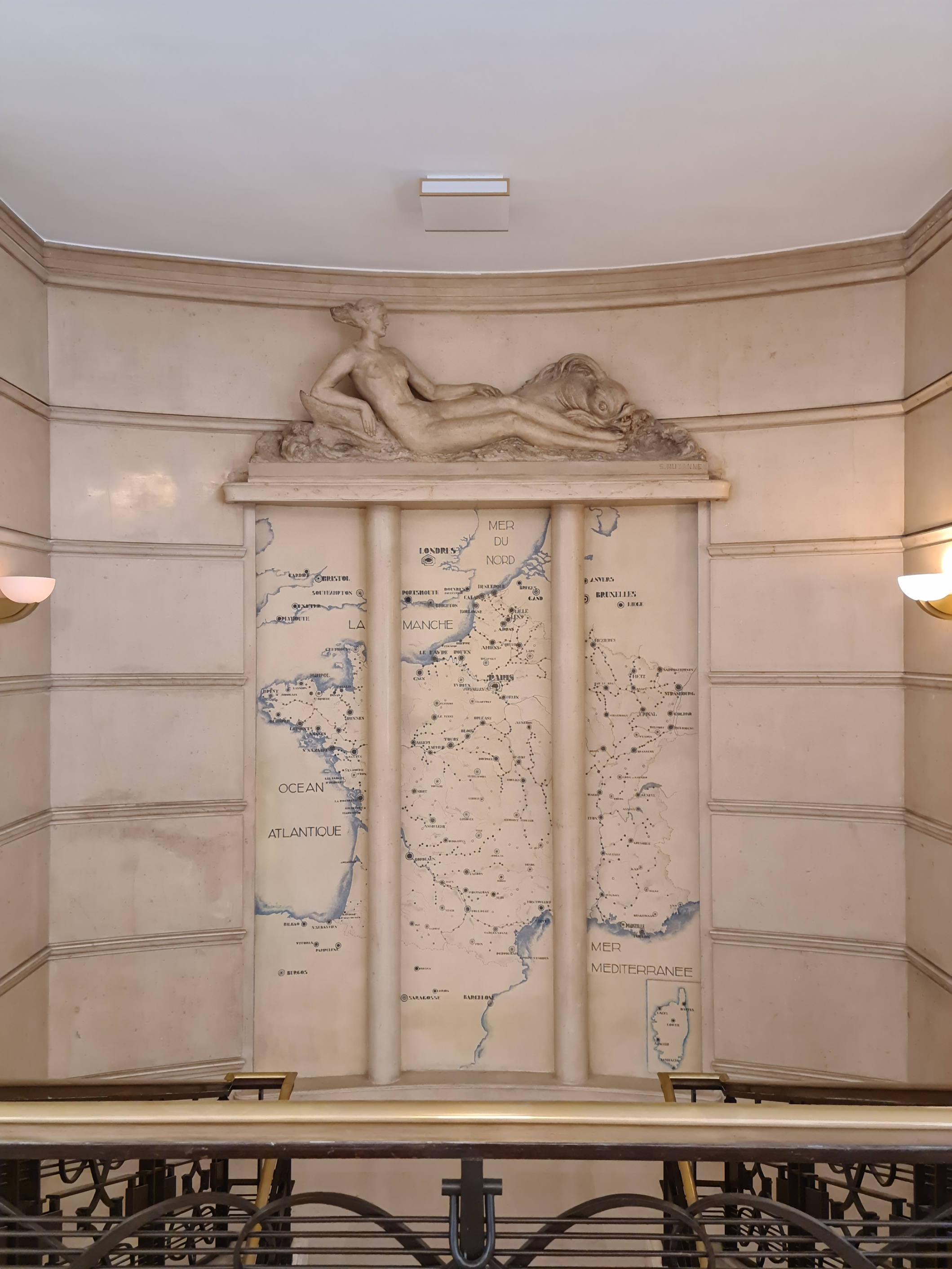
Carte des voies fluviales, surplombée d'une sculpture de Suzanne Muzanne.